# Hernia pulmonar
La hernia pulmonar (hernia de Sibson) es una protrusión del pulmón en el exterior de la pared torácica. El 20% de los pacientes con hernia pulmonar son congénitos. En el 80% de los casos, la hernia se detecta tras un traumatismo torácico, una intervención quirúrgica torácica o ciertas enfermedades pulmonares.  La hernia congénita se produce por la debilidad de la membrana suprapleural o de los músculos del cuello. En las enfermedades pulmonares, como el asma, la tos frecuente puede provocar una presión intratorácica elevada, provocando una hernia pulmonar. La hernia pulmonar puede producirse cerca del cuello (cervical), entre las costillas (intercostal), cerca de las vértebras (paravertebral) o cerca del esternón (paraesternal). 

## Manifestaciones clínicas
El paciente presenta una protrusión cerca del cuello o entre las costillas. La zona se vuelve prominente cuando el paciente hace esfuerzos o tose. En personas asintomáticas, la hernia pulmonar se detecta incidentalmente en una radiografía de tórax realizada por otro motivo.  En el examen físico, se percibe una prominencia o masa durante la maniobra Valsava.

## Tratamiento
Las hernias pulmonares asintomáticas pueden tratarse mediante observación minuciosa. En los casos sintomáticos, se recomienda la reducción y el cierre de inmediato del problema para evitar la incarceración y la estrangulación.
Aunque las hernias pulmonares son poco frecuentes y suelen ser de naturaleza benigna, es importante que los médicos sean conscientes de que existen para no alarmarse cuando las detecten. El reconocimiento de la naturaleza benigna de las hernias pulmonares evitará el uso de procedimientos invasivos y cirugía innecesarios.